# Тоёносима Дайки
Тоёносима Дайки (яп. 豊ノ島 大樹 Тоёносима Дайки, настоящее имя Дайки Кадзивара, родился 26 июня 1983 года в Сукумо, Япония) — бывший борец сумо. Высшее достижение — сэкивакэ. Имеет нетипичный для борцов малый рост. Сикона составлена из иероглифов «тоё» — богатство и «сима» — остров, второй иероглиф позаимствован от школы Сакаигава, в которой он учился.

## Краткое описание карьеры
Боролся с 8-летнего возраста, в 14 лет — чемпион Японии среди школьников в своей возрастной категории. В старших классах его одноклассником был будущий одзэки Котосёгику, с которым он принципиально соперничает. Сразу из школы поступил в хэя Токицукадзэ. Косвенно обязан своим выступлением Майноуми, так как борцов с ростом ниже 170 см стали принимать в школы только после успехов Майноуми. Пять раз был сэкивакэ, имеет много поощрительных премий. Был кратковременно дисквалифицирован во время скандала вокруг игры борцов на незаконных бейсбольных тотализаторах, опустился в Дзюрё, однако быстро восстановил позиции. Блистательно выступил на ноябрьском турнире 2010 года, где он, показав результат 14-1, до последнего момента претендовал на Императорский кубок и уступил Хакухо только в дополнительном поединке последнего дня. Четыре раза становился вторым.
Июльский турнир 2016 года Тоёносима пропустил из-за разрыва Ахиллова сухожилия, которое он получил на тренировке. Как результат Тоёносима опустился в дзюрё впервые с 2010 года. Затем он решил пропустить сентябрьский турнир для того, чтобы полностью излечить свою травму. Из этого, с свою очередь, следовало падение в дивизион макусита. Это всего второй случай в истории, когда борец, участвовавший в плей-офф, опускается в макуситу. Вернувшись в ноябре, Тоёносима смог одержать только 4 победы при трёх поражениях, однако в январе результат был уже 6-1.
После разрыва ахиллесова сухожилия, будучи маэгасира 7, пропустил июльский и сентябрьский турнир, вылетев, таком образом, и из Макуути и из Дзюре. Несмотря на травму и на свой возраст Тоёносима не ушел из сумо. Однако Тоёносиме долго (до ноября 2018) не удавалось подняться в Дзюрё. После этого провёл ещё 3 турнира в макуути, но не смог подняться выше 14-й позиции. В январе 2020 года снова покинул дзюрё, и после мартовского турнира решил завершить карьеру. Имеет тренерскую лицензию Идзуцу и после отставки начнёт работу младшим тренером в школе Токицукадзэ
В январе 2023 года покинул Ассоциацию сумо, решив перейти в шоу-бизнес.

## Семья
Второй сын владельца магазина, торгующего тофу. Женат на артистке Сунахо Такэути.

## Результаты с дебюта в макуути
| Год в сумо | Январь Хацу басё, Токио     | Март Хару басё, Осака       | Май Нацу басё, Токио        | Июль Нагоя басё, Нагоя                              | Сентябрь Аки басё, Токио                       | Ноябрь Кюсю басё, Фукуока     |
| --- | --------------------------- | --------------------------- | --------------------------- | --------------------------------------------------- | ---------------------------------------------- | ----------------------------- |
| 2004 | x                           | x                           | x                           | x                                                   | Маэгасира #15 запада 6–9                       | (Дзюрё)                       |
| 2005 | Маэгасира #17 востока 8–7   | Маэгасира #13 востока 7–8   | Маэгасира #13 запада 6–9    | Маэгасира #16 востока 6–9                           | (Дзюрё)                                        | Маэгасира #8 востока 7–8      |
| 2006 | Маэгасира #9 запада 7–8     | Маэгасира #10 запада 6–9    | Маэгасира #13 востока 8–7   | Маэгасира #11 востока 9–6                           | Маэгасира #6 запада 4–11                       | Маэгасира #10 запада 8–7      |
| 2007 | Маэгасира #9 запада 12–3 ТД | Маэгасира #1 запада 8–7     | Комусуби востока 4–11       | Маэгасира #4 запада 7–8                             | Маэгасира #5 востока 8–7 В★                    | Маэгасира #4 востока 9–6      |
| 2008 | Маэгасира #2 востока 6–9    | Маэгасира #3 запада 6–9     | Маэгасира #5 запада 11–4 Д  | Комусуби запада 10–5 В                              | Сэкивакэ запада 6–9                            | Маэгасира #1 востока 9–6      |
| 2009 | Комусуби запада 2–6–7       | Маэгасира #6 запада 8–7     | Маэгасира #3 запада 5–10    | Маэгасира #7 востока 8–7                            | Маэгасира #4 востока 7–8                       | Маэгасира #5 востока 11–4 Т   |
| 2010 | Маэгасира #1 востока 8–7    | Сэкивакэ запада 6–9         | Маэгасира #1 востока 5–10   | Дисквалиф.                                          | (Дзюрё)                                        | Маэгасира #9 запада 14–1–P ДТ |
| 2011 | Маэгасира #1 востока 8–7    | Отмена басё 0–0–15          | Комусуби запада 5–10        | Маэгасира #2 запада 9–6                             | Комусуби запада 8–7                            | Комусуби востока 9–6          |
| 2012 | Сэкивакэ запада 5–10        | Маэгасира #4 востока 11–4 Т | Сэкивакэ запада 7–8         | Комусуби запада 5–10                                | Маэгасира #3 запада 6–9                        | Маэгасира #6 запада 11–4      |
| 2013 | Маэгасира #2 востока 6–9    | Маэгасира #4 востока 7–8 ★  | Маэгасира #4 запада 7–8     | Маэгасира #5 запада 6–9                             | Маэгасира #7 запада 8–7                        | Маэгасира #2 запада 8–7       |
| 2014 | Маэгасира #1 востока 8–7    | Комусуби востока 5–10       | Маэгасира #4 запада 4–9–2 ★ | Маэгасира #10 запада 10–5                           | Маэгасира #2 запада 6–6–3                      | Маэгасира #6 востока 8–7      |
| 2015 | Маэгасира #4 востока 7–8    | Маэгасира #5 востока 8–7 ★  | Маэгасира #2 востока 4–11   | Маэгасира #7 запада 7–8                             | Маэгасира #8 запада 10–5                       | Маэгасира #3 востока 5–9–1    |
| 2016 | Маэгасира #7 востока 12–3 В | Сэкивакэ #1 запада 3–12     | Маэгасира #7 востока 5–10   | Маэгасира #11 востока Пропустил из-за травмы 0–0–15 | Дзюрё #8 востока Пропустил из-за травмы 0–0–15 | Макусита #7 запада 4–3        |
| 2017 | Макусита #6 запада 6–1      | Макусита #2 востока 1–5–1   | Макусита #19 востока 3–4    | Макусита #28 востока 5–2                            | Макусита #17 запада 4–3                        | Макусита #13 запада 5–2       |
| 2018 | Макусита #5 востока 0–3–4   | Макусита #35 запада 6–1     | Макусита #14 востока 5–2    | Макусита #7 запада 5–2                              | Макусита #1 запада 6–1                         | Дзюрё #13 востока 11–4        |
| 2019 | Дзюрё #5 запада 10–5        | Маэгасира #14 запада 5–10   | Дзюрё #1 востока 8–7        | Маэгасира #14 востока 7–8                           | Маэгасира #14 запада 1–9–5                     | Дзюрё #8 запада 6–9           |
| 2020 | Дзюрё #11 востока 4–11      | Макусита #2 востока 2–5     | Отмена басё 0–0–15          | Макусита #7 запада Отставка 0–0–0                   | x                                              | x                             |
| Результат приведен как победил-проиграл-снялся Победа Малый кубок Отставка Не выступал в макуути Специальные призы: Д=За боевой дух (Канто-сё); В=За выдающееся выступление (Сюкун-сё); Т=За техническое совершество (Гино-сё) Ещё показаны: ★=Кимбоси; P=Участие в дополнительном финале Лиги: Макуути — Дзюрё — Макусита — Сандаммэ — Дзёнидан — Дзёнокути Ранги макуути: Ёкодзуна — Одзэки — Сэкивакэ — Комусуби — Маэгасира |                             |                             |                             |                                                     |                                                |                               |